# Joep Nicolas
Josephus Antonius Hubertus Franciscus (Joep) Nicolas (6 octobre 1897, Ruremonde – 25 juillet 1972, Steyl) est un artiste peintre verrier néerlandais. Il est considéré comme un artiste novateur dans le domaine de la peinture sur verre au XXe siècle. Il fait partie d’une génération d’artistes renommés originaires de la province néerlandaise du Limbourg, qui comprend Charles Eyck, Henri Jonas, Harry Koolen, Edmond Bellefroid, Han Jelinger, Hub Levigne, Jos Postmes, Jef Scheffers.

## Biographie
Nicolas est né en 1897 à Ruremonde (Roermond) dans la rue Lindanus, où aujourd’hui se trouve un atelier de maîtres verriers. Il apprend le métier de peintre verrier dans l’atelier de verrerie de son père Charles Nicolas qui se situe dans la rue Wilhelminasingel à Ruremonde. L’atelier a été fondé en 1855 par son grand-père Nicolas d’origine française. Une de ses premières missions a été de créer deux peintures murales et des vitraux pour l’église van Asselt à Swalmen en 1922. En 1924, il épousa la sculptrice belge Suzanne Nijs. Le couple s’installe à Groet en Hollande-Septentrionale et ont deux filles. Avec le vitrail intitulé Fenêtre de Saint-Martin, il remporte un grand prix à l’Exposition internationale des Arts décoratifs et industriels modernes, à Paris en 1925.
Puis on lui commande de nombreuses œuvres, en particulier des vitraux pour des édifices religieux et des fenêtres dans les bâtiments publics. En 1933, Joep Nicolas quitte Ruremonde et retourne vivre à Groet avec sa famille. À la fin des années trente, il conçoit une paire de vases fabriqués à l’usine de verre Leerdam et se concentre un peu plus sur la peinture. De 1939 à 1958, Nicolas vit et travaille aux États-Unis, où il réalise plusieurs vitraux pour vingt-deux églises.
Lorsque Nicolas revint aux Pays-Bas, il s’installe avec son épouse Susanne à Steyl. En 1955, il est chargé de concevoir les vitraux de la Vieille-Église (en néerlandais : Oude Kerk) à Delft. Les premiers vitraux y sont installés en 1958, et les derniers en 1972. Ces vitraux sont ses œuvres les plus célèbres.
Dans les années soixante, le travail de Joep Nicolas suscite moins d’interêt car la peinture sur verre est, en général, moins appréciée. Il décède à Steyl en 1972. Il est enterré dans le cimetière de la basilique romane de Sint-Odiliënberg, dont il a conçu les vitraux.

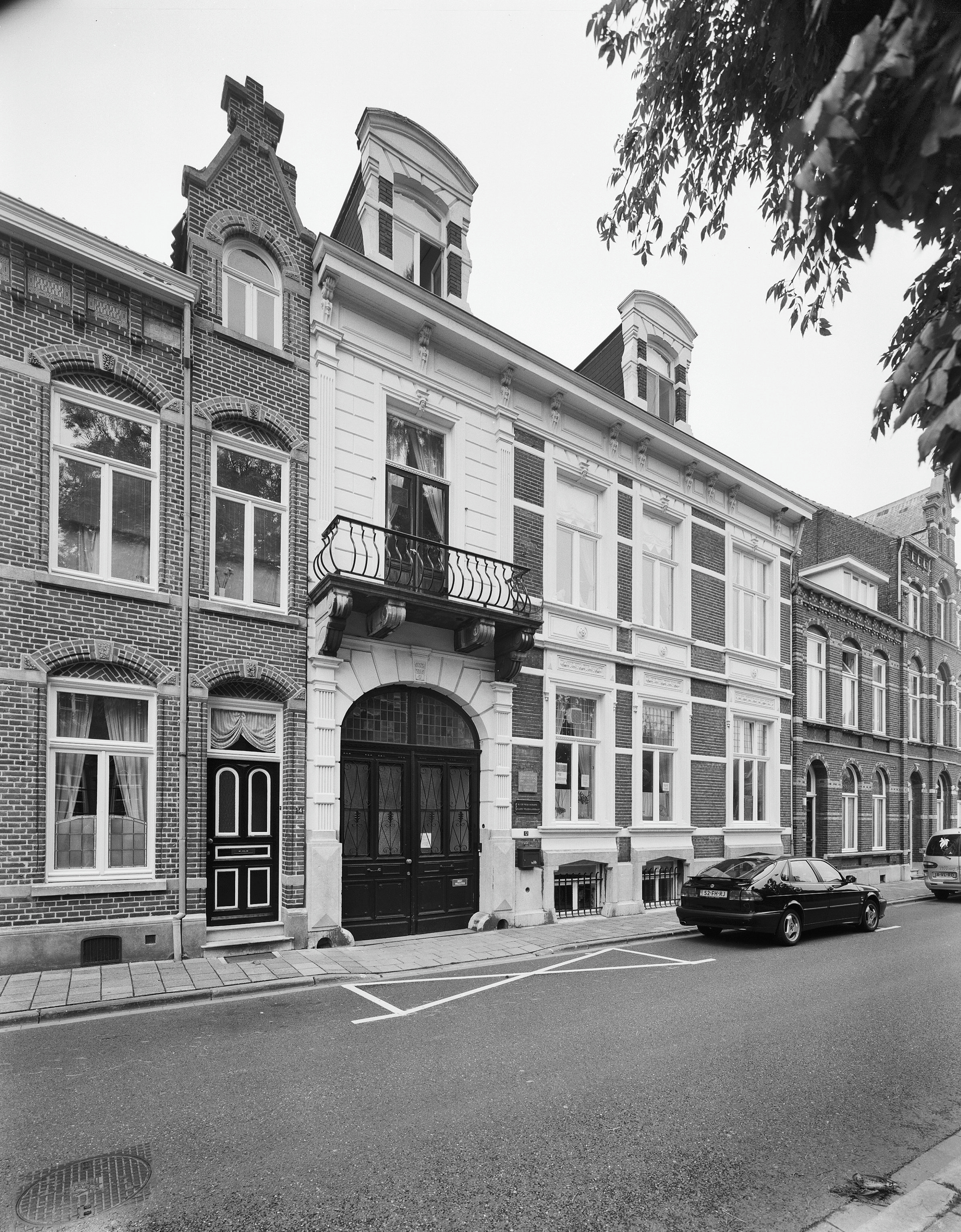
Lieu de naissance de Joep Nicolas (Ruremonde)
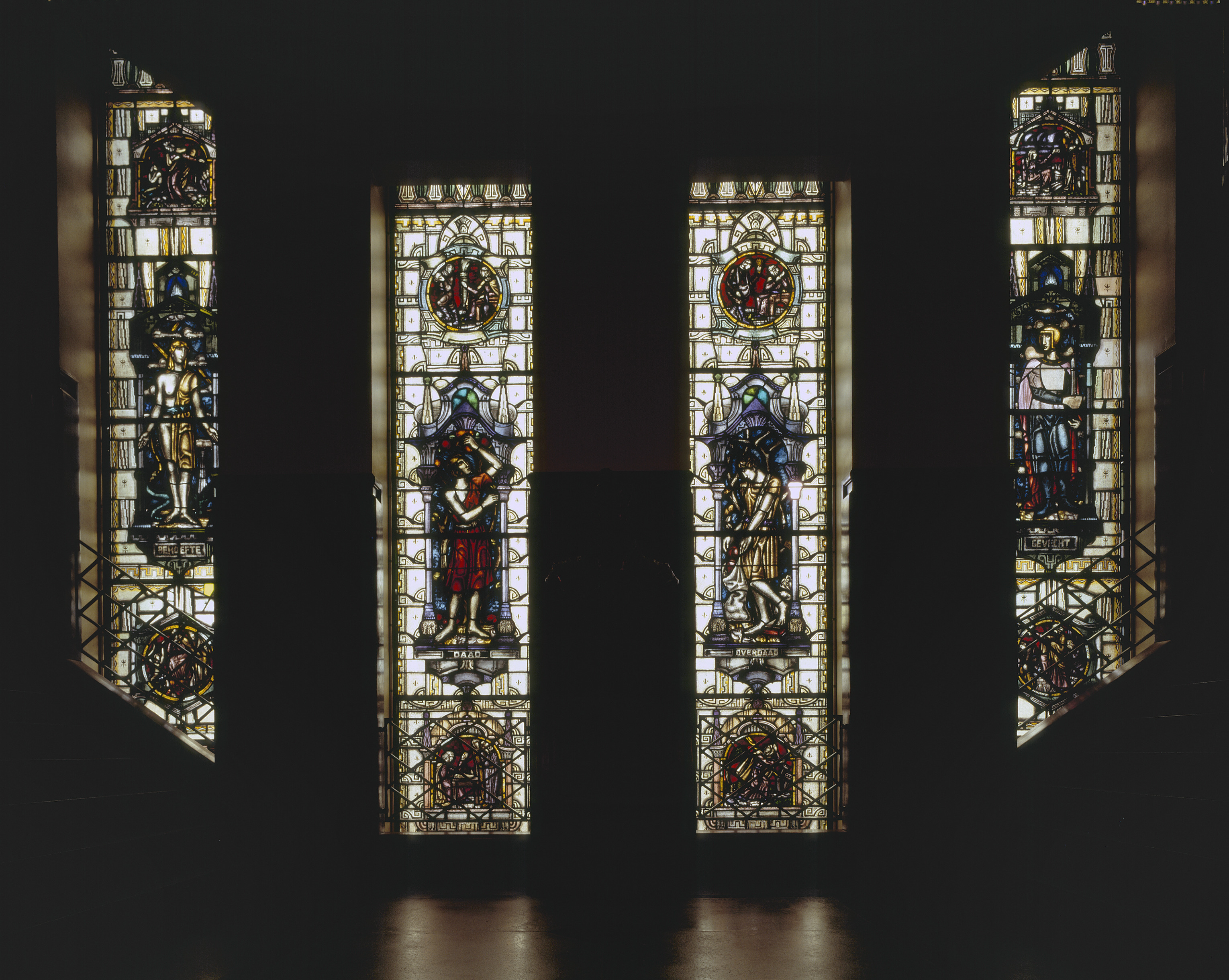
De Bazel (Amsterdam)
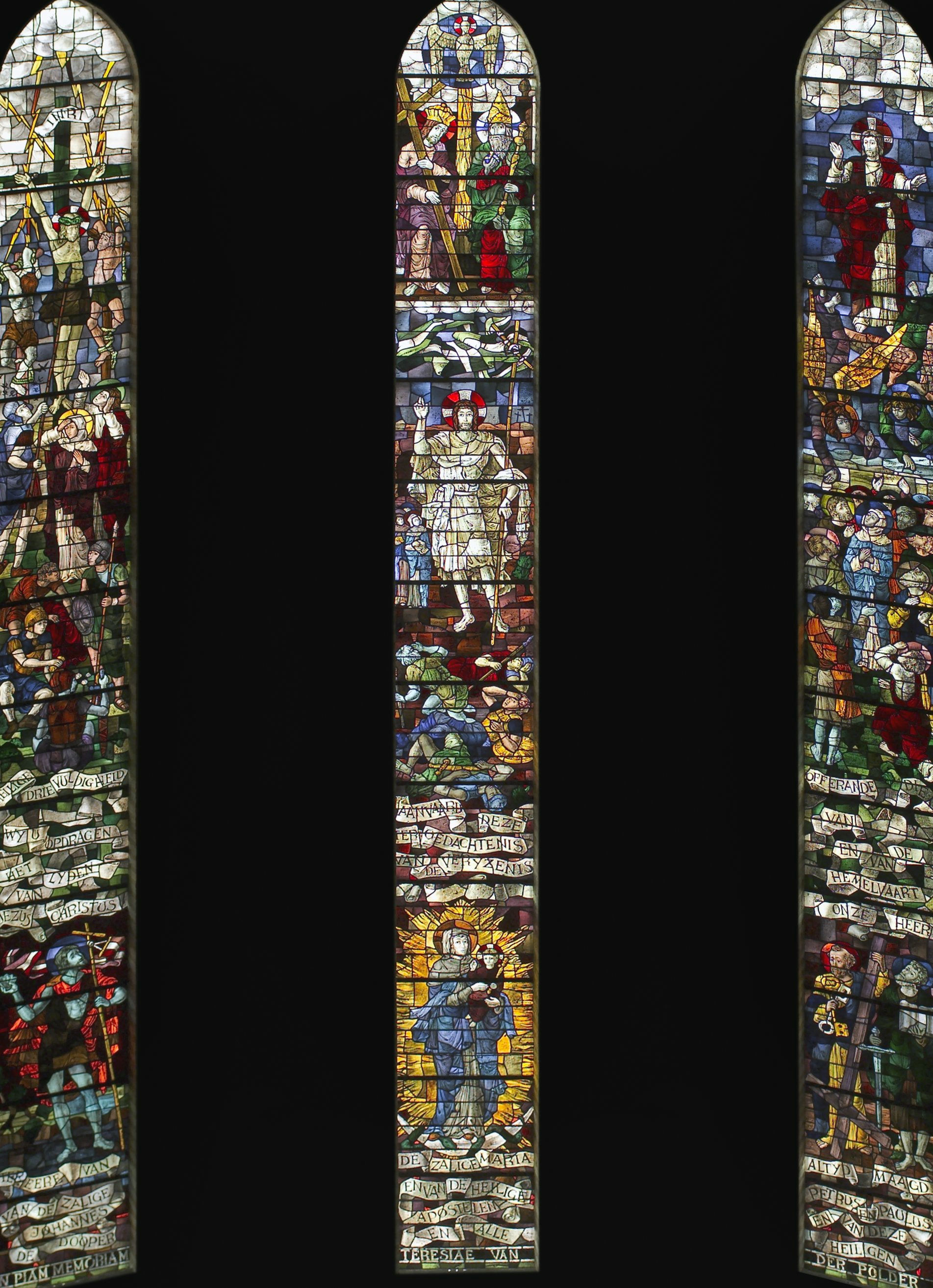
Église de Maria de Jessé (Delft)
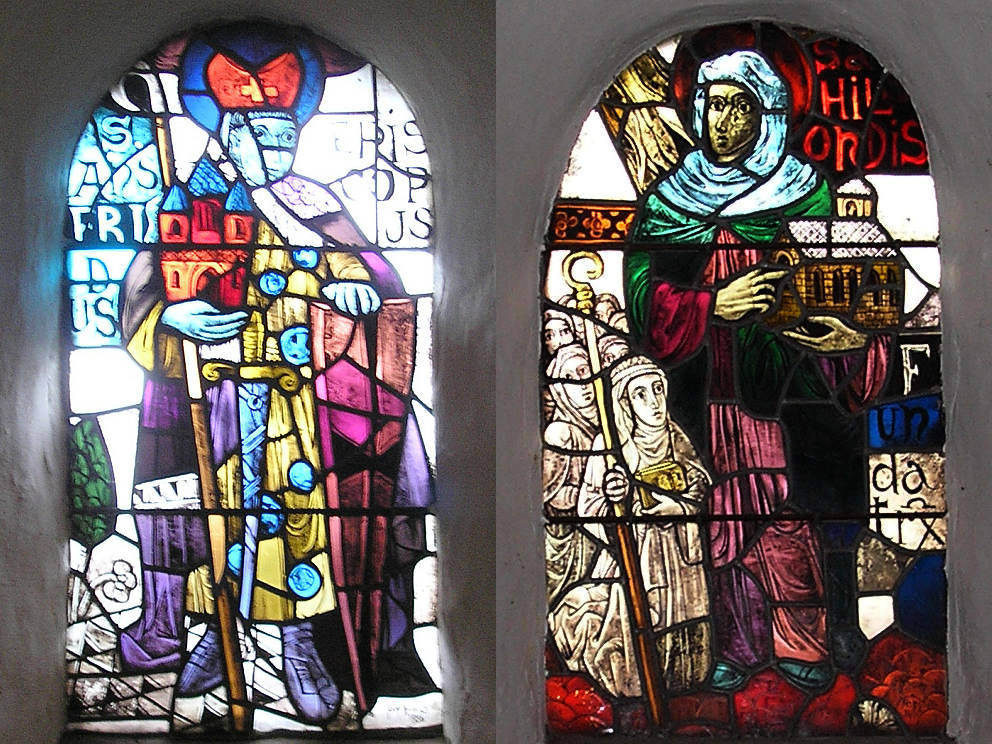
Abbaye (Thorn)
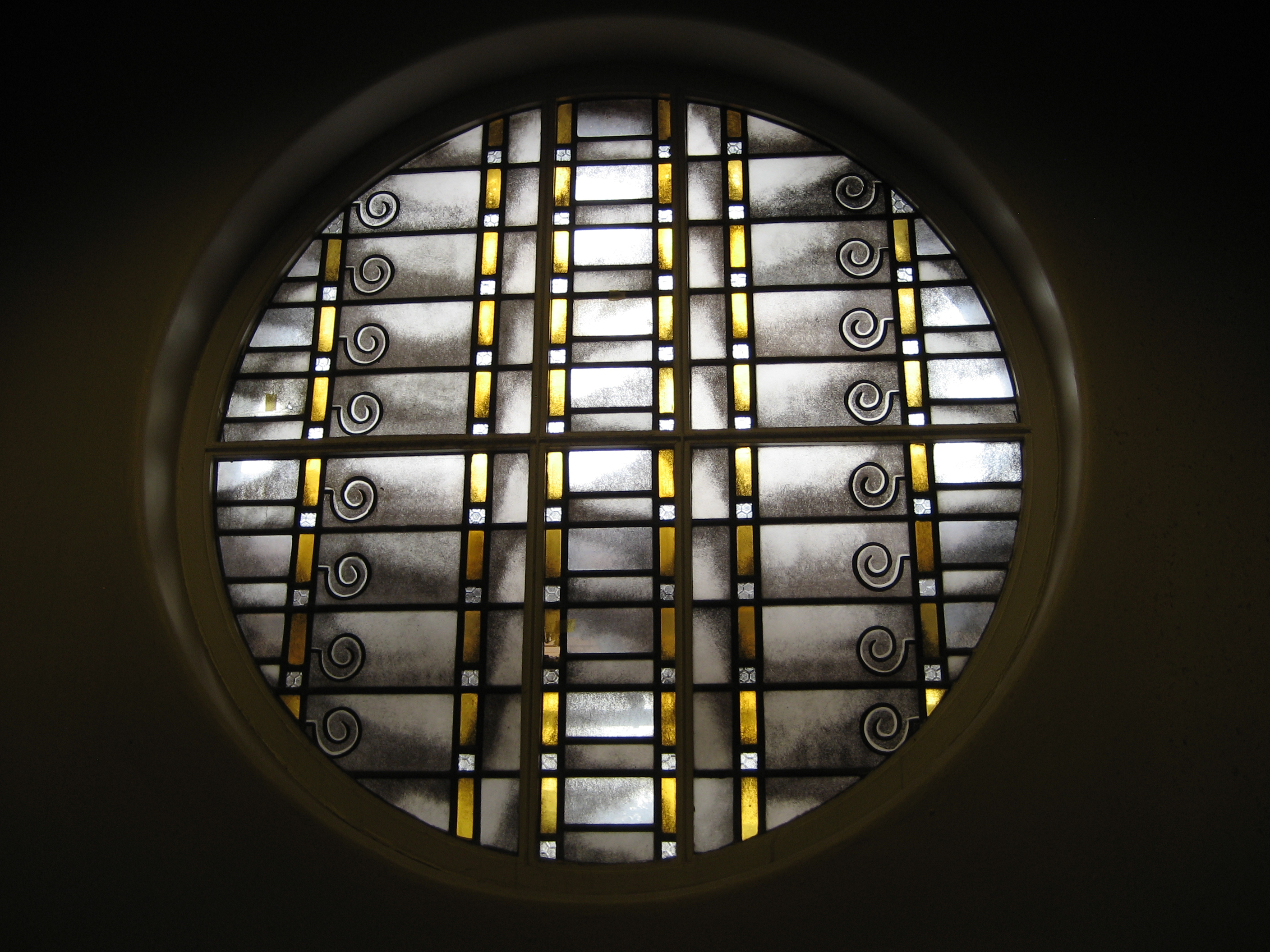
Vroom & Dreesmann (Leyde)
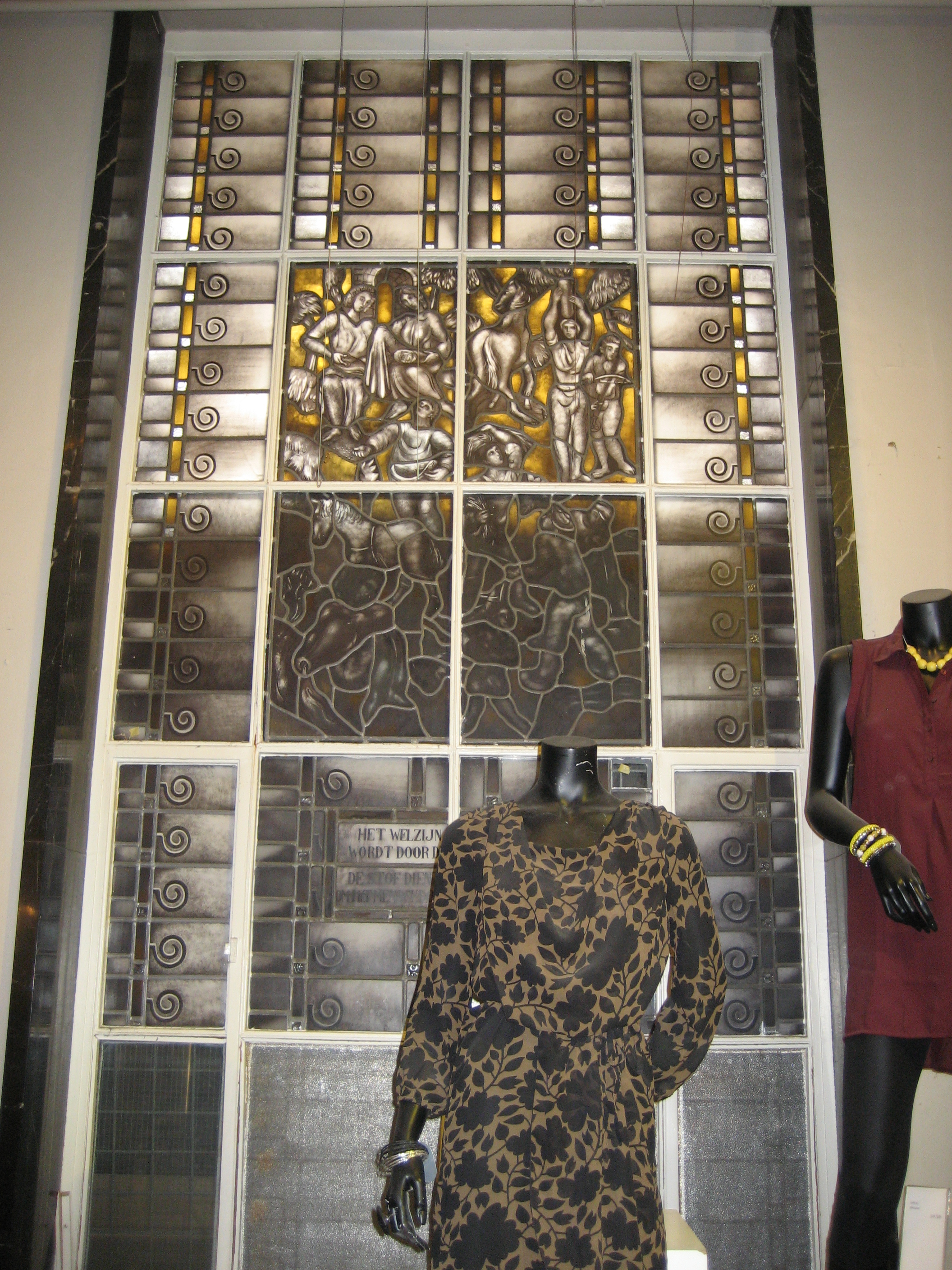
Vroom & Dreesmann (Leyde)